# David Bianchini
David Bianchini (Roma, 23 luglio 1971) è un ex calciatore italiano, di ruolo difensore. Suo nonno, il pugile Mario Bianchini, fu olimpionico alle Olimpiadi di Los Angeles 1932 e campione italiano dei pesi welter (1938).

## Carriera
Cresciuto nella Lodigiani che lo lancia in Serie C nel 1991.
Nell'estate 1992 fa il grande salto in Serie A, poiché viene acquistato dal Foggia di Zeman: rimane ai rossoneri per quattro stagioni (di cui le prime tre in Serie A, dove segna pure una rete).
In seguito milita in Serie B nel Padova per due anni.
Fra il 1998 e il 2002 è uno dei perni della difesa della Pistoiese.
Successivamente veste le maglie di Lucchese, Grosseto e Südtirol.